# Flamand közösség napja
A belgiumi flamand közösség minden év július 11-én ünnepli a Flamand közösség napját (hollandul: Feestdag van Vlaanderen), az 1302-ben vívott Aranysarkantyús Csata emlékére.

## Történelmi háttér
1302-ben IV. Fülöp francia király jelentős sereget küldött a lázadó flamand városok ellen II. Róbert, Artois grófja vezetése alatt, hogy megbosszulják az ugyanazon év májusában lezajlott brugges-i mészárlást. A mészárlás során Brugge városának polgárai felkeltek a francia kormányzó és csapatai ellen és lemészárolták őket.
A mintegy 2500 lovagból és kb. 5500 gyalogos katonából álló francia sereg Artois grófjának vezetésével 1302. június 8-án érkezett a flandriai Kortrijk (franciául: Courtrai) város közelébe. Itt táborozott a flamand városok kb. 9000 fős, jórészt gyalogos katonából álló serege.
A két sereg július 11-én csapott össze a Kortrijk-tól keletre elterülő mezőkön. A felázott talajon, a francia lovagok számára hátrányos terepet vívott ütközet a flamand sereg elsöprő győzelmével végződött. A francia sereg vezére, Robert és számos főnemesi lovag elesett, a csata után a halott lovagoktól zsákmányolt kb. 500 arany sarkantyúról kapta a csata mai elnevezését (hollandul: Guldensporenslag, franciául: Bataille des éperons d'or).
Hendrik Conscience flamand író 1838-ban írta meg a csatát felelevenítő és romantizáló regényét, a "Flandria oroszlánját" (hollandul: De leeuw van Vlaanderen).

## Az ünnepnap kihirdetése
Az 1970-es belga alkotmányreformot követően megalakult, akkori elnevezéssel Holland Kulturális Közösség képviselői 1973. július 6-án  fogadták el a közösség hivatalos zászlaját, himnuszát és ünnepnapját rögzítő törvényt.
Ettől az időponttól fogva július 11. a belgiumi flamand közösség ünnepnapja. Ez a nap nem hivatalos munkaszüneti nap Belgiumban, csak a flamand önkormányzat által foglalkoztatott közalkalmazottak számára.

## Külső hivatkozások
- Az aranysarkantyús csata részletes leírása Archiválva 2011. május 14-i dátummal a Wayback Machine-ben (angolul)
- A flamand közösség napjának hivatalos weboldala (hollandul)
- A csata 700. évfordulóján tartott megemlékezés (angolul)
- Hivatalos ünnepnapok Belgiumban